# El Espinalillo
El Espinalillo es una localidad del estado mexicano de Guerrero. Es parte del municipio de Coyuca de Benítez.

## Demografía
| Gráfica de evolución demográfica |
|                                  |

| Censo | Población |
| ----- | --------- |
| 1900  | 802       |
| 1910  | 378       |
| 1921  | 521       |
| 1930  | 553       |
| 1940  | 495       |
| 1950  | 1 001     |
| 1960  | 741       |
| 1970  | 1 008     |
| 1980  | 1 219     |
| 1990  | 1 112     |
| 2000  | 1 001     |
| 2010  | 1 051     |
| 2020  | 1 080     |